# Вампірка (фільм, 1973)
«Вампірка» (фр. La Comtesse noire) — бельгійсько-французький еротичний фільм жахів 1973 року іспанського режисера Хесуса Франко.

## Сюжет
Графиня Ірина Карлштейн проживає в готелі на острові Мадейра. Щоб підтримувати своє безсмертя, вона харчується життєвими соками чоловіків і жінок. Коли знаходяться нові жертви, судовий лікар доктор Робертс консультується зі своїм колегою доктором Орлофф, і їхні побоювання підтверджуються: можливо, в смерті загиблих винен вампір. Тим часом Ірина зустрічає поета, який вірить, що ставши її коханцем, увійде до кола безсмертних.

## У ролях
- Ліна Ромей — графиня Ірина Карлштейн
- Джек Тейлор — барон фон Рафоні
- Еліс Арно — Марія, служниця Ірини
- Моніка Свінн — принцеса де Рошфор
- Хесус Франко — доктор Робертс
- Луїс Барбу — мажордом Ірини
- Жан-П'єр Буксоу — доктор Орлофф
- Анна Ватікан — Анна, журналістка
- Гілда Арансіо — жертва принцеси де Рошфор